# Arcibiskupský exarchát Doněck
Arcibiskupský exarchát Doněck je exarchát ukrajinské řeckokatolické církve, nacházející se na Ukrajině.

## Území
Exarchát zahrnuje dněpropetrovskou oblast, Doněck, luhanskou oblast a záporožskou oblast.
Exarchátním sídlem je město Doněck, kde se také nachází hlavní chrám - Katedrála Ochrany Nejsvětější Matky Boží.
Rozděluje se do 63 farností. K roku 2015 měl 68 900 věřících, 45 exarchátních kněží, 5 řeholních kněží, 6 řeholníků a 7 řeholnic.

## Historie
Dne 5. července 2001 byl synodem biskupů ukrajinské církve založen arcibiskupský exarchát Doněck–Charkov, a to z části území arcibiskupského exarchátu Kyjev–Vyžhorod. Dne 11. ledna 2002 schválil papež Jan Pavel II. zřízení exarchátu.
Dne 2. dubna 2014 byl z části jeho území zřízen arcibiskupský exarchát Charkov.

## Seznam arcibiskupských exarchů
- Stepan Meňok, C.SS.R (od 2002)